# Guerra italiana de 1494-1498
La primera guerra italiana (1494-1495), conocida en Italia como descenso de Carlos VIII en Italia (en italiano: Discesa di Carlo VIII in Italia), y a veces como guerra del yeso (guerra del gesso), fue la fase inicial de las guerras italianas del siglo XVI. El conflicto vio como Carlos VIII de Francia, para hacer valer manu militari sus derechos sucesorios al trono napolitano, emprendía una campaña militar contra el reino de Nápoles (y por tanto, contra el reino de Aragón), contando inicialmente con la ayuda del ducado de Milán y de la república de Génova, a remolque. Carlos VIII, de poco más de veinte años,  dirigió los recursos de su reino hacia la conquista de Nápoles, animado por Ludovico Sforza, conocido como Il Moro (que aún no era duque de Milán, sino sólo regente) e instigado por sus consejeros, Guillaume Briçonnet y de Vers.
En realidad el casus belli del conflicto fue la rivalidad que surgió entre la duquesa de Bari, Beatriz de Este, esposa de Ludovico, y la duquesa de Milán, Isabel de Aragón, esposa de Gian Galeazzo, que aspiraban ambas a controlar el ducado de Milán y el título hereditario para sus hijos. Cuando, en enero de 1493, Beatriz dio a luz a  Ercole Massimiliano, quiso que fuera nombrado conde de Pavía —el título que correspondía exclusivamente al heredero del trono—en lugar de serlo el hijo de Isabel. Esta última, sintiéndose amenazada, solicitó la intervención de su padre Alfonso de Aragón quien, habiendo ascendido al trono de Nápoles el 25 de enero de 1494 tras la muerte de su padre Ferrante, no dudó en acudir al rescate de su hija. De aquí surgió la reacción de Ludovico quien, para responder a las amenazas de Alfonso que había ocupado la ciudad de Bari, dejó vía libre al monarca francés para bajar a Italia.
La reconquista del mayor reino de la península, que ya había sido gobernado por la casa angevinos (de 1282 a 1442), no incluía a Sicilia en los planes de Carlos. Este último hecho apoya la tesis según la cual Carlos  no pretendía simplemente aumentar los dominios de su Casa, ambición común a muchas casas gobernantes del área centroeuropea o anglosajona, sino convertirla en el punto de partida de aquellas Cruzadas cuyo eco había sido  recobrado por la reciente expulsión de los árabes de la última posesión española, el reino de Granada (1492). El proyecto político de la Res Publica Christiana Pro Recuperanda Terra Sancta todavía tenía arraigo en las aristocracias europeas, a pesar de que las ocho cruzadas que intentaron hacerlo realidad finalmente terminaron en un desastre. El propio rey Luis IX de Francia había perdido la vida durante la octava Cruzada. Acre, el último bastión cristiano había caído finalmente en 1291.
Carlos VIII, que estuvo acompañado en la empresa por su primo segundo Luis de Orléans, futuro Luis XII, logró en una primera fase (1494-1495) atravesar fácilmente toda la península itálica y hacerse con el reino de Nápoles. Pero la preocupación de que Italia se transformara en una provincia francesa, así como la inusual violencia y las masacres perpetradas por transalpinos y mercenarios suizos a su sueldo, favorecieron la formación de una alianza, la Liga de Venecia,  formada por los principales estados italianos de la época, a saber, la República de Venecia, los Estados Pontificios, el Sacro Imperio Romano Germánico, el Imperio español, el reino de Nápoles y el ducado de Milán, que en entretanto cambió sus alianzas, mientras que un controvertido régimen teocrática se establecía en la república de Florencia.
Carlos VIII debió entonces afrontar una difícil retirada, teniendo que enfrentarse a un ejército mucho más numeroso con el que debió concluir acuerdos de paz nada beneficiosos. Entretanto, el duque de Orléans que se había quedado en Lombardía, con su intento fallido de apoderarse del ducado de Milán, había contribuido a crear muchos obstáculos a los proyectos del rey, y la expedición a Italia fue un total fracaso político y estratégico. De regreso en Francia, Carlos, todavía deseoso de reconquistar el reino de Nápoles, mantuvo inteligencias con los príncipes de Italia cuyos estados podrían abrirle nuevamente el camino a ese reino. Pero murió en 1498 sin satisfacer sus sueños de venganza.
Fue Luis, ya como Luis XII, quien al año siguiente retomó la misma política italiana, añadiendo a la pretensión de los Anjou sobre el reino de Nápoles, la de los Orléans sobre el ducado de Milán. Después de haber conquistado a los milaneses, se convirtió en dueño de gran parte de la península.

## Resumen
El rey Carlos VIII de Francia, sucesor en el trono de Luis XI, se propuso comenzar una ambiciosa expansión militar. Su plan, poco realista, era que una vez fuese dueño del reino de Nápoles emprendería una nueva cruzada contra el Imperio otomano de Bayaceto II, cuyo objetivo era nada menos que la reconquista de Tierra Santa. Con el pretexto de hacer valer manu militari sus derechos sucesorios al trono napolitano y alentado por Ludovico Sforza, pretendiente al ducado de Milán, partió de Lyon al frente de un ejército de 38000 fuertemente armados, llegó a Grenoble y cruzó el col de Montgenèvre el 2 de septiembre de 1494.
Los franceses avanzaron rápidamente y llegaron a la ciudad de Asti el 9 de septiembre. Al mismo tiempo, en Rapallo, cerca de Génova, más tropas franco-milanesas comandadas por Luis de Orléans, apoyadas por la armada francesa, derrotaban a un ejército de 5000 aragoneses, recién desembarcados en el puerto de Génova. Víctima de la viruela, Carlos VIII no pudo entrar en Génova antes del 6 de octubre. Entretanto, el 10 de octubre fallecía extrañamente a los 25 años Gian Galeazzo Sforza, duque de Milán.
El ejército francés prosiguió entonces en dirección a Nápoles: el 20 de octubre tomaron Mordano, en Romaña, y allí masacraron a civiles y soldados; el 26 de octubre, la ciudad de Fivizzano corrió la misma suerte. Los italianos estaban aterrorizados, y después de una negociación, Florencia fue tomada sin lucha el 17 de noviembre. Carlos VIII fue recibido por el dominico Savonarola, entonces señor de la ciudad, que lo saludó como un enviado de Dios. Los franceses abandonan la ciudad el 28 del mismo mes y entraron en Roma el 31 de diciembre.
Una vez en la Ciudad Eterna, saquearon, masacraron y el papa Alejandro VI se vio obligado a aceptar el juramento de obediencia al rey. Carlos VIII hizo que el papa Alejandro le entregara al propio hermano del sultán Bayeceto, Djem. Este último había luchado sin éxito contra Bayazeto para hacerse cargo de la herencia de su padre, el sultán Mehmed II. Para escapar de la venganza de su hermano, Djem se había refugiado primero con los Hospitalarios de San Juan de Jerusalén en Rodas, y luego lo encomendaron al Papa. Carlos VIII confió en Djem para unir a los musulmanes a su causa y luchar contra Bayeceto. La aventura no tuvo continuación, pues Djem murió unas semanas después en Nápoles.
A mediado de febrero de 1495, el rey Alfonso II de Nápoles (r. 1494-1495), aterrorizado, decidió abdicar a favor de su hijo Fernando II (r. 1495-1496) y entrar en un monasterio en Mesina (Sicilia) donde moriría a los pocos meses. Fernando debió huir a Ischia —donde participó en armar una liga italiana contra el rey francés— antes de la llegada de las tropas francesas el 22 de febrero. Los nobles italianos, nostálgicos del período angevino y convencidos de la justeza de las pretensiones de Carlos VIII, se unieron a él con sus hombres de armas (lavorata, etc.) y actuaron como condottieros. Se contentaban con la paga del rey (8 ducados por un caballero). La ocupación militar de Nápoles fue la ocasión para que muchos soldados contrajesen un mal entonces desconocido: la sífilis.
Mientras tanto, la velocidad y facilidad con la que se había producido la campaña, y la arrogancia y violencia de los ocupantes franceses, causaron la hostilidad de la población y la preocupación de los dirigentes de los principados italianos. Especialmente los venecianos y el nuevo duque de Milán, Ludovico el Moro, entendieron que si Carlos no había sido detenido, la península itálica pronto se convertiría en una provincia más de Francia y consiguieron formar una alianza antifrancesa en el norte. Carlos VIII decidió entonces abandonar Nápoles, de donde partió el 20 de mayo de 1495 con el grueso de su ejército. Gilberto de Montpensier, nombrado virrey, quedó allí al frente de una guarnición.
Luis de Orléans, que permanecía en Lombardía con parte de las tropas y que había recibido la orden de no atacar al duque de Milán Ludovico el Moro, no pudo resistir el impulso de apoderarse de Novara, que le fue entregada por traición. Allí entró el 11 de junio de 1495 y fue muy bien recibido por los lugareños. La crisis nerviosa de Ludovico —que sufrió, al parecer, un derrame cerebral—, la ambigüedad de los aliados y la falta de dinero por los sueldos de los soldados parecieron al principio cambiar la situación a favor del duque de Orleans, pero la rápida intervención de la duquesa Beatriz de Este, que asumió el gobierno del ducado y la dirección del sitio de Novara, restauró el orden, de modo que la empresa de Orleans terminó en nada.
El regreso de Carlos VIII a Francia se produjo en condiciones difíciles. El rey, que había salido de Nápoles con un ejército disminuido (sólo le quedaban 9000 hombres), hizo cruzar con gran dificultad a su artillería los Apeninos y llegó cerca de Fornovo el 5 de julio. Atrapado por el ejército de coalición, de 35 000 efectivos comandados por el marqués Francisco II de Mantua, Carlos VIII se vio obligado a aceptar el combate. El 6 de julio tuvo lugar la batalla de Fornovo en la que los franceses, a pesar de su inferioridad numérica, obtuvieron una victoria relativa que les permitió continuar su retirada. El ejército llegó a Asti en mal estado. Luis de Orléans, encerrado con sus tropas en Novara por los 30 000 hombres de Ludovico el Moro y en plena hambruna, pidió ayuda a su primo, quien acudió en su ayuda sin reprocharle su insubordinación.
Se iniciaron negociaciones entre las dos partes, que desembocaron en la Paz de Verceil, firmada el 9 de octubre de 1495. Luis de Orléans evacuó Novara con sus 5500 hombres, en su mayoría suizos, muchos de los cuales estaban demasiado débiles y murieron poco después. El Tratado de Verceil concedía esperanzas quiméricas al rey de Francia y, en realidad, dejaba el campo abierto al duque de Milán.
Mientras tanto, los franceses que quedaban en las ruinas del reino de Nápoles luchaban por conservar la posesión. Fernando II desembarcó en Calabria y los asedió en Nápoles. Montpensier se encerró en los castillos mientras esperaba la ayuda de Francia. Estos tardaban en llegar: Ludovico el Moro no cumplió su compromiso de enviar una flota para transportar sus tropas a Nápoles y Carlos VIII andaba escaso de dinero. El costo de su expedición a Italia debería haber sido parcialmente cubierto por donaciones de los florentinos, donaciones condicionadas a la devolución bajo su control de las fortalezas prestadas al rey. Esas fortalezas finalmente se vendieron a Lucca, Venecia, Génova o Pisa, tras la traición del comandante francés en la Toscana, Robert de Balzac. Carlos VIII se vio obligado a devolver los préstamos florentinos y no recibió nuevos fondos de esa ciudad.
Gilberto de Montpensier, desesperado, se embarcó con casi toda su guarnición y se dirigió a Salerno. El ejército del conde, compuesto en gran parte por mercenarios alemanes e italianos, a menudo faltos de alimentos y sin recibir su paga durante mucho tiempo, se dejó encerrar por Fernando II en la pequeña ciudad de Atella. Parte de los mercenarios alemanes desertaron, obligando a los franceses a rendirse. El ejército francés prisionero fue diezmado por la enfermedad y el hambre.
España, comprometida en la Liga de Venecia por la violación del Tratado de Barcelona, atacó el Languedoc en varias ocasiones durante 1496. Las negociaciones con miras a obtener una paz separada con España ocuparon a Carlos parte del año 1495, todo el año 1496 y principios de 1497, firmando la Tregua de Alcalá de Henares el 24 de noviembre de 1497. Por ella Carlos VIII cedía el Rosellón y Cerdaña, el Conflent y el Vallespir a los españoles por aplicación del Tratado de Barcelona en 1493 sin obtener nada a cambio. Esa expedición a Italia fue un total fracaso político y estratégico. Carlos VIII, todavía deseoso de reconquistar el reino de Nápoles, mantuvo inteligencias con los príncipes de Italia cuyos estados podrían abrirle nuevamente el camino a ese reino. El duque de Orleans, sin embargo, había contribuido a crear obstáculos a los proyectos del rey, que murió en 1498 sin satisfacer sus sueños de venganza.

## Antecedentes
El rey Carlos VIII de Francia, sucesor en el trono de Francia de Luis XI de Francia, se propuso comenzar una ambiciosa expansión militar, en la que preveía incluso posibles incursiones en territorio otomano y en Tierra Santa.
El primer objetivo del rey francés era ganar una posición fuerte en el Mediterráneo. En 1481 adquirió los derechos angevinos al trono napolitano por el fallecimiento de Carlos V de Maine, pero no decidió hacerlos efectivos hasta que contó con el apoyo del regente de Ducado de Milán, Ludovico Sforza. Este necesitaba un aliado ante una posible entente entre la República de Florencia y el reino de Nápoles para desalojarle del gobierno milanés e instaurar a su sobrino el duque Gian Galeazzo Sforza, que había desposado a la hija del duque de Calabria, y nieta por tanto del rey Ferrante de Nápoles. De este modo, animó a Carlos VIII a hacer efectivas sus pretensiones manu militari.
Carlos VIII tenía además el apoyo de los mercaderes de Lyon y Marsella, que deseaban expandir sus intereses comerciales en el Mediterráneo a expensas de aragoneses y venecianos; en Florencia la facción antimedicea miró favorablemente hacia Francia, a pesar del beneficio que suponía la alianza con Nápoles para el comercio de la seda; y el cardenal Giuliano della Rovere, enemigo del nuevo papa Alejandro VI, también impulsó la invasión francesa para destronar a su adversario.
El rey francés ya había neutralizado sus vecinos con respectivas paces con los ingleses (Tratado de Étaples), aragoneses (Tratado de Barcelona), y borgoñones (Tratado de Senlis). Por ello, Carlos se sintió seguro para obtener el reino por las armas, y emprendió los preparativos para la campaña.
Por su parte, el rey Ferrante de Nápoles emprendía la defensa y acercó a su causa al papa Alejandro VI, por cuyos territorios tenía que pasar el ejército francés, y de Pedro II de Médicis, pero el rey napolitano murió poco después en enero de 1494. Le sucedió su hijo Alfonso II, enemigo de Ludovico, que envió a su hijo Ferrantino a Romaña para unirse a las tropas papales y florentinas. Por su parte, el 13 de febrero de 1494, Carlos VIII viajó a Lyon y asumió el título de rey de Sicilia Citerior y solicitó la investidura del Papa, pero Alejandro VI se puso del lado de Alfonso y envió a su sobrino como legado papal para coronar a Alfonso el 8 de mayo de 1494.

## La «guerra del yeso»

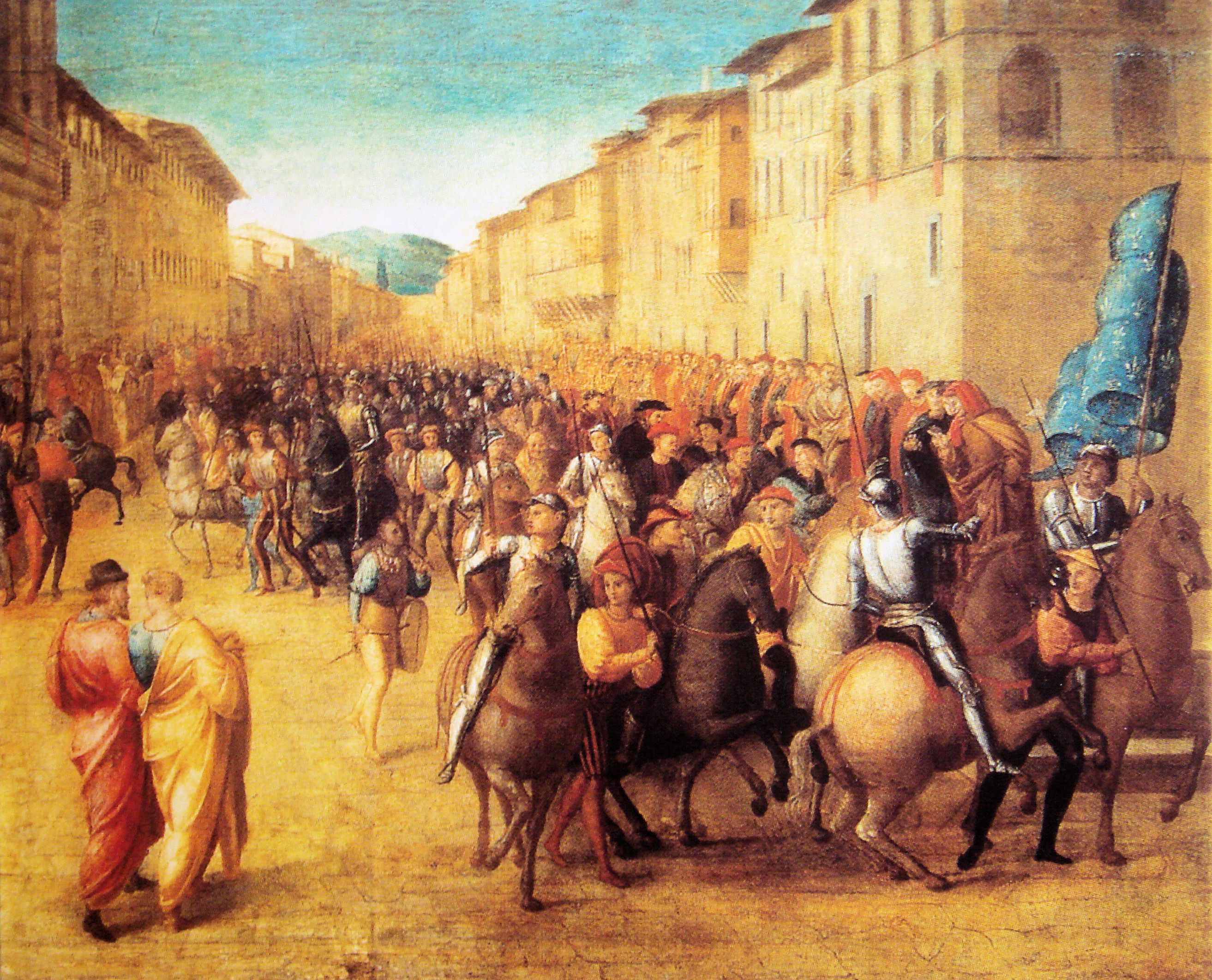
Tropas francesas al mando de Carlos VIII entrando en Florencia, 17 de noviembre de 1494, por Francesco Granacci

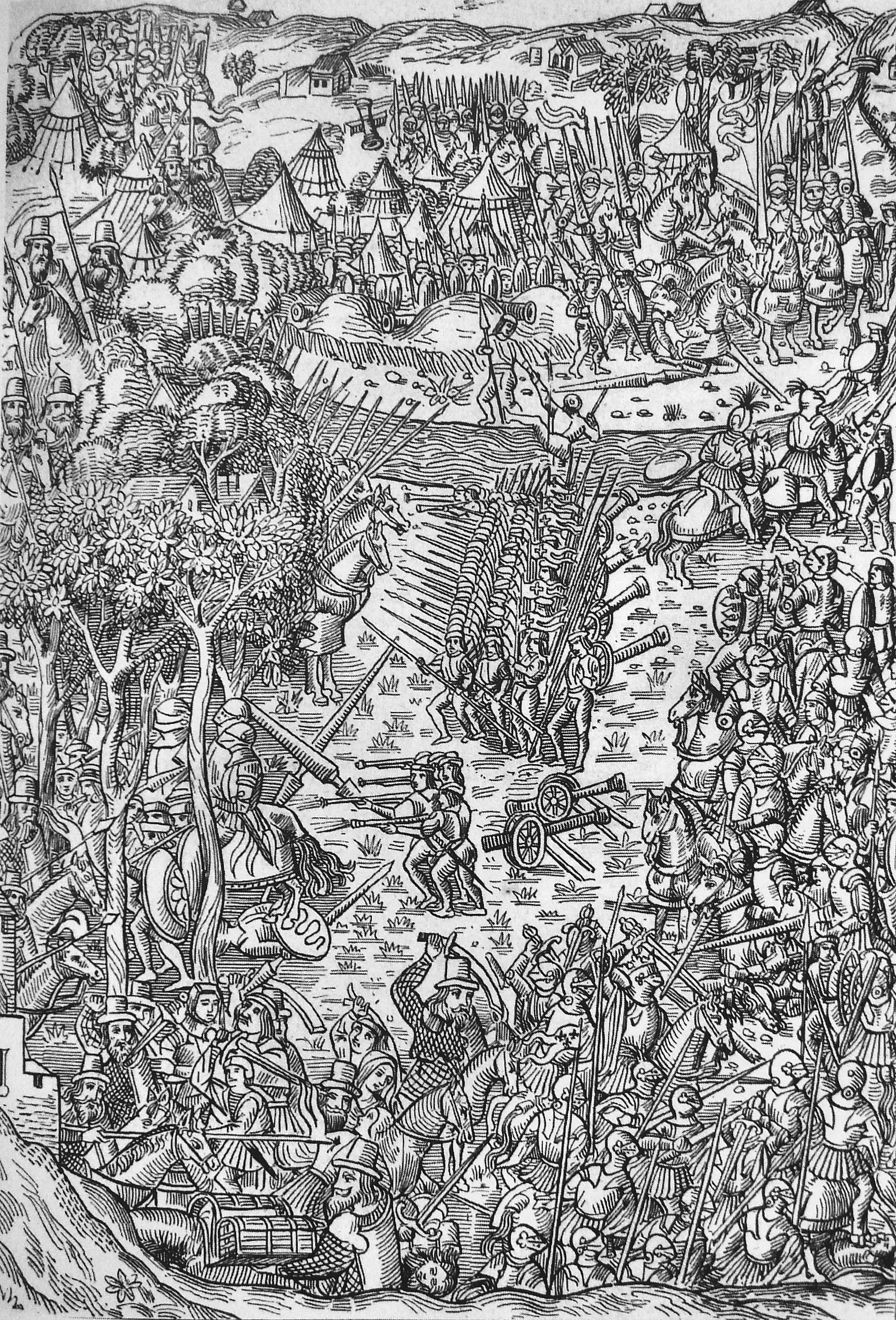
Batalla de Fornovo (6 de julio de 1495) en la que los franceses, a pesar de su inferioridad numérica, obtuvieron una victoria relativa que les permitió continuar su retirada.

En Lyon se reunió un poderoso ejército de 38 000 hombres fuertemente armados, acompañado de numerosa artillería (la mejor de Europa por aquellos años). Otros 10 000, al mando del duque de Orleans (futuro rey Luis XII de Francia) se concentraron en Marsella, listos para avanzar hacia Liguria y reunirse luego con el contingente anterior. El rey Carlos VIII entró en la península italiana en septiembre de 1494, sin oposición de Saboya ni Montferrato, y con la neutralidad de Venecia y de Módena-Ferrara, inició la campaña italiana rompiendo así el sistema de Lodi, e iniciando el periodo de las guerras italianas.
Las tropas francesas tuvieron vía libre para cruzar el Milanesado. Allí el duque Gian Galeazzo Sforza falleció en octubre de 1494 y le sucedió su tío (y hasta entonces regente) Ludovico el Moro. Después los franceses vencieron con facilidad la resistencia que ofrecieron los dos contingentes enviados por Nápoles y el Papado como contraofensiva. El primero fue derrotado estrepitosamente en Rapallo. El segundo, al frente del duque de Calabria (futuro Fernando II de Nápoles), tomó Bolonia pero luego hubo de retirarse ante el acoso de tropas enemigas cada vez mayores. Florencia, debilitada por una revuelta interna incitada por Girolamo Savonarola, también cayó, y esto dejó expedito la entrada de franceses en Toscana, en donde Florencia buscó la amistad de los franceses.
Durante varios meses los ejércitos franceses pasarían a través de Italia sin oposición, puesto que los condottieri de las ciudades-estado italianas no podían resistirse a ellos. Bien al contrario, se unieron a ellos. Los Orsini fueron la excepción.
El 27 de diciembre de 1494 Carlos VIII llegó a Roma. El Papa, cercado en Sant'Angelo, no tuvo más remedio que rendir la ciudad. El francés presionó entonces personalmente al pontífice para que le coronara como soberano de Sicilia Citerior, y además le exigió la participación de su hijo César como gonfaloniero en la próxima campaña del ejército francés en Italia. Intentando negociar, el Papa accedió solo a lo segundo, aunque César logró después huir de Roma.
Por aquellas fechas el rey francés se entrevistó con el embajador español Antonio de Fonseca, quien le mostró una de las cláusulas del Tratado de Barcelona que le prohibía atacar los feudos del Papa y le instó a abrir negociaciones diplomáticas con Fernando el Católico. Contestó Carlos, con expresión de desprecio, que primero tomaría Sicilia Citerior y después, tal vez, hablarían. Fonseca reaccionó airadamente rompiendo frente a su interlocutor el documento, lo que causó un gran revuelo entre los presentes, y abandonó la reunión. El 28 de enero de 1495 el francés inició la marcha hacia el Reino de Sicilia Citerior, por lo que el Católico se consideró, desde ese momento, legitimado para usar la fuerza si así lo decidiera.
Alfonso II de Sicilia Citerior pidió ayuda a Fernando el Católico para detener el imparable avance galo hacia su reino, pero las condiciones que este último exigió a cambio de ella le parecieron muy duras y no se llegó a un acuerdo. El napolitano abdicó luego en favor de su joven hijo Fernando (o Ferrandino), duque de Calabria, y ahora Fernando II, que se mostró incapaz de frenar a los franceses.
La campaña de Carlos finalizó con su entrada en Nápoles el 20 de febrero de 1495. Durante todo el recorrido de norte a sur de la península itálica los oficiales franceses requisaban casas para uso militar, marcándolas con yeso. De ahí que a esta rápida campaña se le diera el sobrenombre de "Guerra del Yeso".
Ferrandino consiguió salir a tiempo del país, cruzó el Estrecho de Mesina y se refugió en Sicilia Ulterior, reino integrante de la Corona de Aragón. Pidió auxilio a Fernando el Católico, quien le puso las mismas condiciones que a su padre. Y dada su desesperada situación el joven monarca se vio forzado a aceptarlas. Estas consistían en correr con todos los gastos de la contienda y en ceder cinco plazas en el sur de Calabria (zona no ocupada en aquel momento por los franceses): Regio, Crotona, Squillace, Tropea y Amantea.

## La Liga de Venecia
Ludovico el Moro, duque de Milán, que había llamado a los franceses, ante el temor de la extensión del poder francés, creó una alianza en marzo de 1495 para expulsarlos, la llamada Liga de Venecia, junto con Venecia, el rey de Romanos Maximiliano I (sobre la base de que Carlos VIII había usurpado derechos imperiales en Toscana), el rey Fernando II de Aragón, y el Papa, con el pretexto de la defensa de la Cristiandad frente a los turcos; su capitán general sería Francisco II Gonzaga, marqués de Mantua. A la creación de esta alianza contribuyeron las violencias y saqueos que ejercían las tropas francesas en las poblaciones ocupadas.
Al poco tiempo de conocer el acuerdo fraguado contra él, Carlos vio peligrar su situación, emprendió la retirada y marchó en dirección hacia Francia, dejando como virrey de Sicilia Citerior a Gilberto de Montpensier al frente de 10 000 soldados. Temiendo quedar bloqueado por venecianos y milaneses apresuró el movimiento, pero el 6 de julio, en Fornovo, no tuvo más remedio que presentar batalla ante ellos, dirigidos por Gonzaga. Y aún sufriendo menos bajas que el enemigo, las suyas fueron tan graves que se vio obligado a retirarse a Asti, dejando sin asistencia a la guarnición de Novara, que capituló el 25 de septiembre de 1495 ante el veneciano Pitigliano. El 9 de octubre de 1495 el rey francés firmaba un acuerdo con sus dos recientes vencedores, tras el cual retiraba lo que quedaba de sus tropas del norte de Italia, acabando así las hostilidades en dicha zona.
Al sur de la península, Ferrandino recuperó Sicilia Citerior con apoyo español y veneciano, y el resto del ejército francés capituló en Atella (23 de julio de 1496). Pero el restaurado monarca napolitano falleció en septiembre, pasando el trono a su tío Federico I.

## Reconquista de Sicilia Citerior

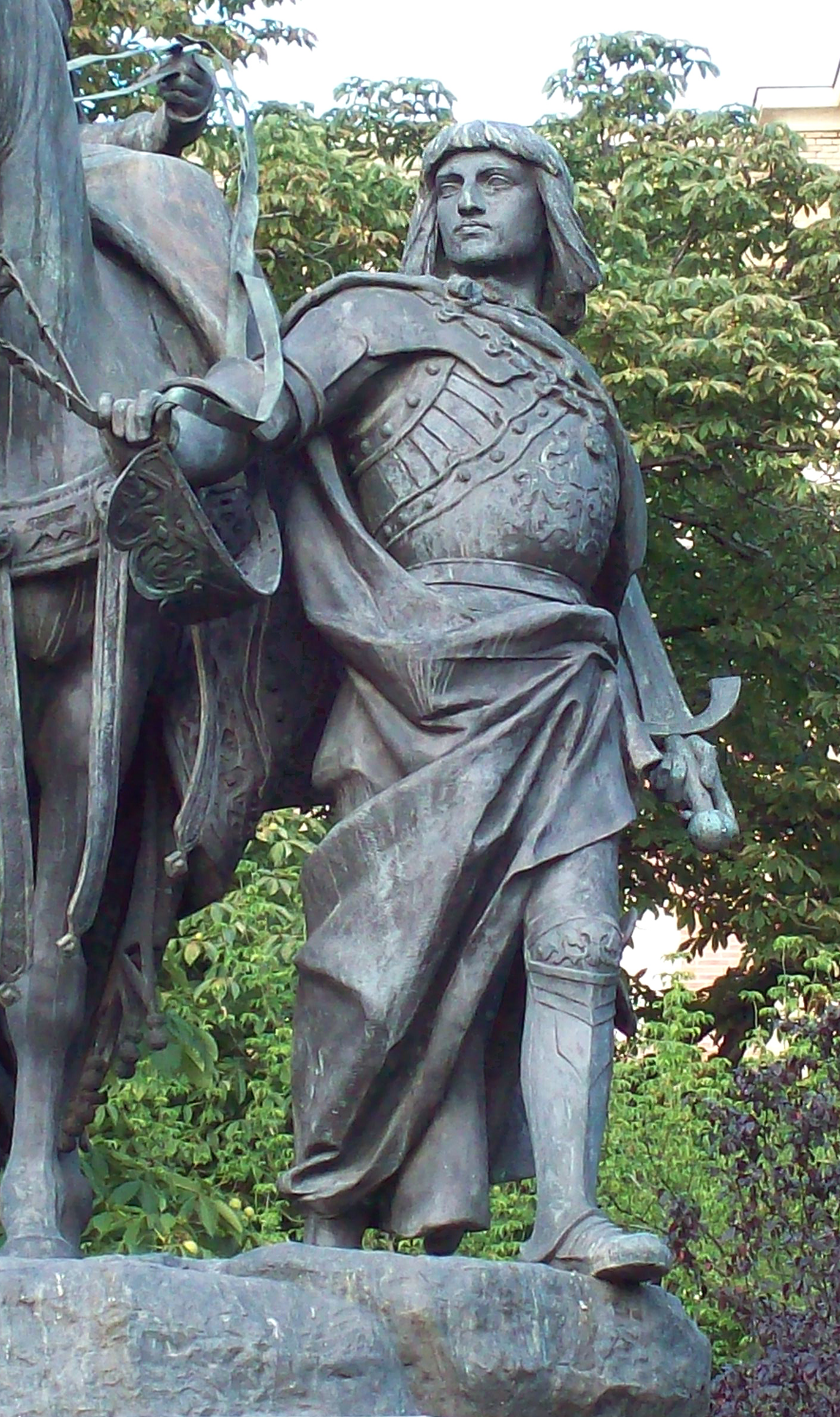
Estatua del Gran Capitán en Madrid (M. Oms, 1883).

Los Reyes Católicos decidieron en abril de 1495 enviar un ejército expedicionario a Sicilia Citerior, y eligieron como comandante del mismo a Gonzalo Fernández de Córdoba, un capitán que había destacado en la Guerra de Granada (1482–1492) y que también lo haría en esta, al término de la cual recibiría el apelativo de Gran Capitán por el éxito conseguido en una contienda a priori muy desfavorable para él. Él mismo reclutó hombres en Cartagena, la mayoría con experiencia en las recientes guerras contra Granada y Portugal. Mientras se preparaba el grueso de la expedición partió una avanzada al mando del conde de Trivento, que a su llegada a la zona en conflicto se unió a las tropas sicilianas de Hugo de Cardona y a las del rey Ferrandino para conquistar Reggio (4 de mayo) de 1495.

### Batalla de Seminara

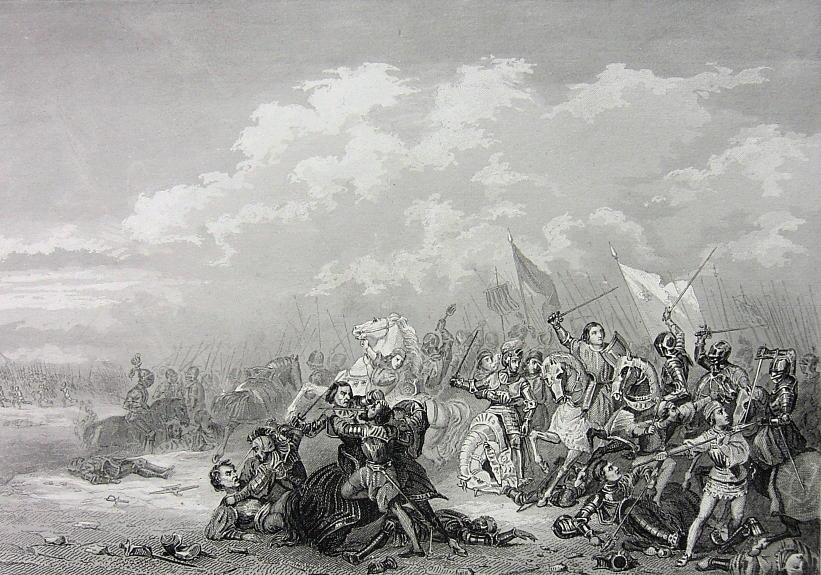
Batalla de Seminara (1495)

El 24 de mayo de 1495 Gonzalo de Córdoba llegó a Mesina y dos días después cruzó el estrecho, desembarcando en Calabria con dos mil infantes y trescientos jinetes ligeros. Estableció su cuartel general en la fortaleza de Reggio y mandó ocupar con pequeñas guarniciones las plazas cedidas por Ferrandino al Rey Católico. El militar español tendría enfrente al escocés Bérault Stuart, señor de Aubigny, designado por Montpensier para ocupar la Calabria, y que contaba con mayor número de soldados.
Tras evaluar la situación, Córdoba comprendió que no era conveniente combatir en campo abierto con su rival, pues en tal circunstancia la experimentada y eficaz caballería pesada gala era muy superior a las tropas españolas. Sin embargo estas eran notablemente hábiles en la guerra de guerrillas (que habían practicado recientemente en Granada): escaramuzas, emboscadas, ataques por sorpresa, nocturnos, etc. Esta sería, pues, la táctica que llevó a cabo Córdoba, que se vio favorecida además por ejecutarse en terrenos escarpados. Además de este hostigamiento, los españoles también emplearon con éxito la artillería, que dio sus frutos con las conquistas de Fiumara y Santa Ágata. A ellas se sumaría luego la de Seminara (6 de junio) de 1495, lograda con ayuda de una insurrección popular.
Antes de iniciar operaciones más ambiciosas (que esperaba acometer con un futuro refuerzo de mil quinientos infantes), Gonzalo de Córdoba continuó con su táctica de desgaste del enemigo, al tiempo que consolidaba las posiciones tomadas, procurando no perder el contacto con Sicilia Ulterior y no alargar en demasía las líneas de suministros. Por su parte Stuart agrupó sus fuerzas, a las que se sumaron, llegadas desde la Basilicata, las de los hermanos François e Ivo D'Allegre, y marchó desde Terranova con intención de capturar Seminara o Tropea. Luego incitó a Ferrandino a presentar batalla, tachándole de cobarde y pregonando la acusación por toda la comarca.

Movimientos previos a la batalla de Seminara.

El 28 de junio de 1495 el escocés se encontraba en las cercanías de Seminara. Córdoba desaconsejó rotundamente al joven monarca napolitano acudir a la provocación. Pero este, impulsivo y herido en su orgullo, e ilusionado con las revueltas populares antifrancesas que se estaban dando en distintos lugares (incluida la capital) de su reino, estaba decidido a pelear en aquella ocasión. Y en calidad de mando supremo, ordenó al español (junto a sus hombres) que le secundara en la inminente batalla.
El enfrentamiento se dirimió junto a un tramo vadeable del río Petrace, cuyas orillas ocupaban los respectivos contrincantes. Tomó la iniciativa la caballería pesada gala cruzando las aguas. Enfrente de ella se encontraban los jinetes ligeros españoles, quienes, ni por sus condiciones ni por experiencia bélica con enemigos de esas características en campo abierto, podían afrontar con éxito un choque frontal con ellos. Cabalgaron entonces «a la morisca», con sucesivos ataques y retornos frente a sus oponentes, a los que lograron contener momentáneamente. Sin embargo, uno de esos repliegues fue interpretado por la inexperta y nerviosa infantería nativa como el inicio de una huida definitiva, y abandonó el campo de batalla, dejando así al ejército aliado en clara desventaja. La retirada se hizo entonces inevitable, pero para ejecutarla ordenadamente y evitar males mayores, la infantería española, al mando de Córdoba, tuvo que sacrificarse al máximo. Finalmente, D'Aubigny dio por bueno el resultado y dejó marchar a los hispano-sicilianos, que se refugiaron temporalmente en Seminara.

### Campañas en Calabria y Nápoles
Ferrandino marchó a Mesina y Gonzalo de Córdoba se estableció en Reggio, que gozaba de la protección de la potente flota española. De la reciente derrota el capitán español extrajo las enseñanzas necesarias para afrontar lo mejor posible el resto de la campaña. Desestimó definitivamente un enfrentamiento abierto con los franceses e hizo modificaciones en la composición y tácticas de combate de sus tropas. Sustituyó a los ballesteros por arcabuceros; redujo el número de jinetes ligeros para dar mayor relevancia a la infantería, a la que dotó de una nueva organización mediante coronelías; y configuró unidades de caballería pesada que, aunque con pocos componentes, tuvieran mayor eficacia táctica. A esto se sumaba el empleo intensivo de la artillería para la toma de fortalezas.
Por lo que respecta a lo inmediato, los españoles volvieron a la guerra irregular, de desgaste y hostigamiento del enemigo, quien como consecuencia se atrincheró en sus posiciones. Ahora, además, contaban aquellos con el recién llegado refuerzo de trescientos peones gallegos. Al mismo tiempo, Córdoba inició una serie de conquistas de pequeñas plazas secundarias mediante las que rodeó a los ejércitos de D'Aubigny: Fiumar de Muro, Calana, Bagnara, Terranova, Sinopolis, Mellicota, Nicotera, Melito, Tropea, Pizzo, Maida y Nicastro. En esta última asentaría su campamento de invierno.
Mientras tanto, Ferrandino desembarcó en Nápoles, y mediante una insurrección popular se apoderó de la ciudad (7 de julio de 1495), y de la misma forma, también de Capua, Aversa y Aquila. Montpensier se retiró hacia el norte, reagrupó sus fuerzas y se estableció en Atella.
El príncipe de Bisignano, señor de Morano, agrupó bajo su liderazgo a todos los elementos angevinos de la comarca, y preparó una emboscada a Córdoba y sus hombres, quienes desde Castrovillari habían partido a unirse al rey Ferrandino. Sin embargo, los ojeadores españoles descubrieron la trampa cerca de Morano. Gonzalo simuló no tener conocimiento de ello al arribar al lugar en cuestión, pero a la vez mandaba rodear a los emboscados, desbaratando así los planes de Bisignano y derrotándole luego con facilidad. A continuación conquistó la villa y el castillo de Morano.
Tras estas victorias, el capitán español decidió marchar hacia Atella, en cuyas cercanías se hallaban las tropas de Ferrandino y de la Liga, y agruparse con ellas. Lo consideró una buena opción, aún a sabiendas del riesgo que entrañaba dejar a D'Aubigny a sus espaldas, con la amenaza que ello suponía para las posiciones conquistadas en Calabria.

### Asedio de Atella
En el campamento aliado próximo a Atella recibieron a Gonzalo de Córdoba, además del soberano de Nápoles, Francisco II Gonzaga y César Borgia, al frente de sus respectivos soldados. Esta fuerza combinada, aun siendo muy poderosa, no conseguía doblegar a los franceses, quienes se situaban en Atella y en varios destacamentos aledaños a ella. Tras evaluar la situación, a Gonzalo le llamaron la atención unos molinos mediante los cuales los sitiados obtenían agua y harina, lo cual les permitía prolongar por más tiempo el cerco, a la espera de una posible llegada de auxilios exteriores. Se fijó entonces como primer objetivo privar al enemigo de los beneficios de dichos molinos, que eran custodiados por piqueros suizos y ballesteros y arcabuceros gascones.
En el enfrentamiento del 1 de julio de 1496, los rodeleros españoles cargaron con gran fuerza contra los mencionados defensores, haciéndoles retroceder desordenadamente. La caballería ligera hispana les cortó la retirada, y prácticamente fueron aniquilados. Salió entonces de la ciudad la caballería pesada gala, y el Gran Capitán reagrupó todas sus fuerzas para hacerle frente. Tras un nuevo choque, aquella fue cediendo terreno, y finalmente optó por refugiarse en la ciudad, logrando así los españoles apoderarse de los molinos.
En los días siguientes los aliados tomaron el resto de posiciones enemigas circundantes a Atella, entre ellas las fortalezas de Ripacandida y Venosa. Estrechado entonces al máximo el cerco, y privados de alimentos los sitiados, Montpensier se rindió al poco tiempo. François D'Allegre, esperando todavía poder recibir refuerzos, acordó una tregua de 30 días, al cabo de los cuales también capituló. Los 5000 hombres que salieron de la ciudad tuvieron que recorrer 100 kilómetros hasta el Golfo de Nápoles, donde debían embarcar hacia Francia, y sufrieron una epidemia de peste que asolaba la región. Algunos tuvieron que regresar a pie. Finalmente, solo sobrevivió aproximadamente una décima parte de ellos. La enfermedad afectó al propio Montpensier, quien moriría más tarde a causa de ella.
D'Aubigny, que quedó aislado en el sur de la península, también se rindió a Córdoba. Posteriormente hicieron lo mismo los príncipes de Salerno y Bisignano. En premio a su buen hacer, el militar español fue nombrado virrey de Calabria.

### Asedio de Ostia
El joven Ferrandino murió sin herederos el 7 de septiembre de 1496. A pesar de que Fernando el Católico, a través de su hermana la reina Juana, le recordó al papa Alejandro VI sus derechos al trono, este decidió tomar partido por el tío del fallecido, Fadrique. El nuevo monarca, francófilo y emparentado con Carlos VIII, quiso cambiar la política del reino y obtuvo el respaldo de los angevinos que antes habían combatido a su sobrino. El Católico y el Gran Capitán no se precipitaron y trataron de obrar con prudencia. Mientras el primero aparentaba aceptar la decisión del pontífice con tranquilidad, el segundo iba consolidando poco a poco el control militar sobre el terreno (para lo cual recibió más soldados), y procuraba evitar fricciones con los nobles italianos.
El 14 de enero de 1497, el ejército del papa al mando de su hijo Juan de Borja y Cattanei, es derrotado en Soriano por los Orsini. Su situación se complicó cuando Menaldo Guerri, un corsario vizcaíno al servicio de los franceses, se hizo con el control de Ostia. A través del puerto de esta ciudad llegaban habitualmente los abastecimientos a Roma, que ahora se veía privada de ellos. Hacia febrero, la situación derivada de esta carencia era muy preocupante, y por ello Alejandro VI solicitó la presencia del Gran Capitán. Aconsejado por Juana de Nápoles, el militar, que estaba dirigiendo entonces la conquista de Roccaguglielma (Esperia), postergó esta operación y acudió a la llamada. Tras entrevistarse con el pontífice, se desplazó a Ostia con mil quinientos rodeleros, trescientos jinetes ligeros y unas pocas piezas de artillería, además de un refuerzo adicional al mando del embajador español en Roma Garcilaso de la Vega.
El enemigo se atrincheraba en el castillo de la ciudad, que Córdoba mandó rodear por completo previendo la posibilidad de un cerco prolongado, para asegurar que la conclusión no fuera otra que la toma o la rendición de la plaza. Después de tres días de intensos bombardeos combinados con enérgicos intentos de asalto, los defensores continuaban resistiendo. Entonces el comandante español analizó minuciosamente los puntos débiles de la fortaleza y su guarnición, y preparó un plan para su conquista definitiva. El 9 de marzo la artillería abrió fuego contra un lienzo agrietado (orientado hacia Roma) de la muralla. Cuando se derrumbó, dejó un hueco por el que se dispusieron a penetrar los atacantes. Casi todos los defensores acudieron a cerrar la brecha, momento que aprovechó otra capitanía para iniciar el asalto por el lado opuesto, acorralando después a los hombres de Guerri y facilitando el triunfo final.
Seis días después, los vencedores, exhibiendo cautivo al corsario, desfilaron por la Ciudad Eterna, siendo aclamados por sus habitantes. El papa recibió ceremonialmente al Gran Capitán, a quien concedió la Rosa de Oro, máxima condecoración pontificia.

### Últimos episodios
Tras reanudar con éxito el ataque a Roccaguglielma, Córdoba se retiró a descansar a Nápoles, donde fue agasajado por la población y el rey Fadrique, que le hizo entrega de los ducados de Terranova y Monte Santangelo.
Desde agosto de 1497, Antonello Sanseverino, príncipe de Salerno, con el apoyo de los condes de Lauria y Capaccio, inició una rebelión contra Fadrique en Calabria. Se hizo fuerte en Diano, a donde acudió el Gran Capitán al frente de 500 españoles y otros tantos alemanes al servicio del monarca napolitano. La situación culminó con la detención de los líderes insurgentes.
El 7 de abril de 1498 murió a causa de un accidente Carlos VIII. Le sucedió Luis XII, duque de Orleans, quien comenzó conversaciones de paz con Fernando el Católico, que culminaron con la firma del Tratado de Marcoussis (5 de agosto de 1498).
Terminado oficialmente el conflicto entre España y Francia, Fadrique quiso negociar con el rey Fernando la posesión de las plazas calabresas que su sobrino había entregado al soberano español al inicio de la campaña. Este, aunque discutió (a través de Córdoba) largamente el asunto con él, no cedió finalmente a sus peticiones, y las guarniciones españolas permanecieron en el sur de Italia. Este desencuentro provocó que se rompieran las relaciones con Nápoles. Por otra parte, la Liga se deshizo cuando Roma y Venecia buscaron por su cuenta un acercamiento a Francia.